# Dead Man Walkin'
| Críticas profissionais        | Críticas profissionais |
| Avaliações da crítica         | Avaliações da crítica  |
| Fonte                         | Avaliação              |
| ----------------------------- | ---------------------- |
| Allmusic                      | [ 1 ]                  |
| The Rolling Stone Album Guide | [ 2 ]                  |

"Dead Man Walkin'" é um álbum coletânea musical do rapper estadunidense Snoop Dogg, lançado em 19 de 31 de Outubro de 2000. Snoop foi artista da Death Row Records entre 1992-1998, saiu da gravadora apos a saida de Dr. Dre e da morte de seu amigo Tupac Shakur, e uma briga com o dono da empresa Suge Knight.  De acordo com a SoundScan a coletanea vendeu 220.478 cópias. Dentre as faixas do álbum a canção Head Doctor teve um vídeo oficial.

## Faixas
| N.º | Título                                   | Duração |  |
| 1.  | "May I" (com Lil Malik)                  | 3:54    |  |
| 2.  | "C-Walkin"                               | 4:52    |  |
| 3.  | "Head Doctor" (Swoop G & Raphael Saadiq) | 4:21    |  |
| 4.  | "Hit Rocks"                              | 5:48    |  |
| 5.  | "Tommy Boy"                              | 5:05    |  |
| 6.  | "Change Gone Come"                       | 5:43    |  |
| 7.  | "Too Blacc"                              | 5:16    |  |
| 8.  | "Gangsta Walk"                           | 5:22    |  |
| 9.  | "County Blues" (com Kevin Vernado)       | 5:10    |  |
| 10. | "I Will Survive" (com Techniec & Kurupt) | 4:46    |  |
| 11. | "My Favorite Color" (com Big Hutch)      | 5:18    |  |
| 12. | "Me and My Doggs" (com Techniec)         | 4:02    |  |

## Desempenho nas paradas
| Paradas (2000)                                | Melhor posição |
| --------------------------------------------- | -------------- |
| Canadá (RPM)                                  | 41             |
| Estados Unidos (Billboard Independent Albums) | 2              |
| Estados Unidos (Billboard 200)                | 24             |
| Estados Unidos (Top R&B/Hip Hop Albums)       | 11             |
| Nova Zelândia (RMNZ)                          | 48             |